# Interessenkonflikt
Der Interessenkonflikt (auch Interessenskonflikt oder Interessenkollision) ist ein Konflikt, der durch das Zusammentreffen gegensätzlicher Interessen in einer Person entsteht, die ihren Ursprung im unterschiedlichen Status dieser Person haben.

## Allgemeines
Einerseits hat die Person aus vertraglichen, gesetzlichen oder moralischen Gründen die Interessen eines Anderen zu wahren; andererseits ist sie zugleich Privatperson mit eigenen Interessen oder befindet sich in einem weiteren Verhältnis zur Wahrung von Fremdinteressen, aufgrund dessen sie kollidierende Fremdinteressen zu wahren hat. „Interesse wahren“ heißt, dass die Person Entscheidungen treffen muss, um eigenes Interesse oder Fremdinteresse durchzusetzen.

## Begriffsinhalt
Ein einheitliches Verständnis des Begriffs „Interessenkonflikt“ hat sich bisher noch nicht entwickelt. Selbst das durch EU-Richtlinien kodifizierte Gesellschafts- und Kapitalmarktrecht, das umfangreiche Regelungen für den Umgang mit Interessenkonflikten enthält, definiert den Begriff nicht. Auch als Rechtsbegriff kommt der Interessenkonflikt vor (etwa in § 1897 Abs. 5 BGB, § 27 KAGB, § 43a Abs. 4 BRAO oder § 53 WiPrO); die Gesetze vermeiden jedoch eine Legaldefinition. Definitionen scheitern auch daran, dass bereits das Homonym „Interesse“ (lateinisch inter esse, „dazwischen sein“, „dabei sein“) schwer fassbar ist. Es kann als eine „positive Bezogenheit“ aufgefasst werden, die ein Rechtssubjekt zu bestimmten Rechtsobjekten oder Sachverhalten hat. Auch die Verfolgung aller Ziele (persönliche Ziele, Unternehmensziele wie Sachziele oder Formalziele) gehört zum Interesse. Der intrapersonale Konflikt (lateinisch confligere, „zusammentreffen“) wiederum stellt sich als die Unvereinbarkeit widersprüchlicher Interessen dar (Zielkonflikt). Er kann aus organisatorischen oder ethischen – meist berufsethischen – Gründen nicht hingenommen werden, da er sich kontraproduktiv im Sinne höher angesehener Werte, Interessen oder Ziele auswirkt.
Eine häufig verwendete Definition des Interessenkonflikts geht zurück auf Dennis F. Thompson und wurde von diesem 1993 im New England Journal of Medicine veröffentlicht.

“A conflict of interest is a set of conditions in which professional judgment concerning a primary interest (such as a patient’s welfare or the validity of research) tends to be unduly influenced by a secondary interest (such as financial gain).”

Wesentlich an der Definition ist, dass der Interessenkonflikt beginnt, wenn das Risiko der Beeinflussung besteht, und nicht erst, wenn eine solche Beeinflussung tatsächlich auch stattgefunden hat. Sekundäre Interessen müssen dabei nicht materieller oder speziell finanzieller Art sein, sie können auch nicht-materieller Art sein. Beispiele dafür sind der Wunsch, Freunde zu unterstützen, oder das Streben nach Anerkennung.
Auf der Grundlage der Definition von Thompson erarbeitete die Arbeitsgemeinschaft der Wissenschaftlichen Medizinischen Fachgesellschaften eine eigene Definition: „Interessenkonflikte sind definiert als Gegebenheiten, die ein Risiko dafür schaffen, dass professionelles Urteilsvermögen oder Handeln, welches sich auf ein primäres Interesse bezieht, durch ein sekundäres Interesse unangemessen beeinflusst wird.“
Die OECD hat 2006 den Interessenkonflikt für öffentliche Bedienstete wie folgt definiert: „Ein Interessenkonflikt ist ein Konflikt zwischen den Amtspflichten und den Privatinteressen eines öffentlichen Bediensteten, bei dem die Interessen, die ein öffentlicher Bediensteter in seiner Eigenschaft als Privatperson hat, die Wahrnehmung seiner amtlichen Pflichten und Verantwortlichkeiten auf unbillige Weise beeinflussen können“. Diese Definition trifft auf alle Arbeitnehmer gegenüber ihren Arbeitgebern oder Dritten zu.

## Vermeidung
Zur Vermeidung von Interessenkonflikten ist zwischen persönlicher und organisatorischer Konfliktverhinderung zu unterscheiden. Die von potenziellen Interessenkonflikten betroffene Person wird sich rechtzeitig ihres Dilemmas bewusst und trifft eine Entscheidung entweder im Fremd- oder im Eigeninteresse. Als Instrument zur Vermeidung der Interessenkonflikte im unternehmensinternen Bereich kommt primär eine konfliktverhütende betriebliche Organisation in Betracht. Chinese Walls in Kreditinstituten sind beispielsweise die räumliche und organisatorische Trennung (Funktionstrennung) von Fremdemission und Wertpapieranalyse, Handel und Abwicklung, Marktfolge und Kundenmanagement. Diese so genannte Compliance-Organisation ist auch auf die Vermeidung bzw. Steuerung der bei der Erbringung von Wertpapierdienstleistungen, Handelsgeschäften oder Kreditgeschäften auftretenden Interessenkonflikte zwischen dem Unternehmen und seinen Kunden sowie zwischen den Kunden untereinander gerichtet.

## Wirtschaft
Interessenkonflikte entstehen, wenn ein Bevollmächtigter, Funktionär, Gutachter, Repräsentant, Stellvertreter oder sonstiger Funktionsträger gleichzeitig einerseits das Fremdinteresse seines Geschäftsherrn oder Auftraggebers wahrnimmt, andererseits auch das Eigeninteresse als Privatperson verfolgt. Besitzt beispielsweise ein Finanzmarktteilnehmer mehrere Interessen, die ihn dazu bewegen könnten, Informationen zu missbrauchen oder zu unterschlagen, die für die Funktionsfähigkeit der Finanzmärkte erforderlich sind, liegt eine Interessenkollision vor.
Das Aufsichtsratsmitglied einer Aktiengesellschaft darf nicht zugleich auch Vorstandsmitglied sein (§ 105 Abs. 1 AktG). Die hierin geforderte Funktionstrennung verhindert eine Interessenkollision. Ein Interessenkonflikt besteht auch dann, wenn ein Aufsichtsratsmitglied als Kreditnehmer notleidende Kredite bei jenem Kreditinstitut hat, bei dem er auch sein Aufsichtsratsmandat innehat. Ein moralisches Risiko besteht darin, dass Mitarbeiter die von ihnen kontrollierten oder bearbeiteten Ressourcen oder Informationen zu ihrem persönlichen Nutzen und nicht zu dem des Unternehmens einsetzen.
Wer beispielsweise als Bankangestellter dienstlich kurserhebliche Informationen erhält und diese als Privatperson durch private Transaktionen ausnutzt, bevor diese Informationen öffentlich bekannt geworden sind, handelt als Insider. Ein Insidergeschäft liegt gemäß Art. 8 Absatz 1 Satz 1 Marktmissbrauchsverordnung (MMVO) vor, wenn jemand ein Finanzinstrument unter Nutzung einer Insiderinformation für eigene oder fremde Rechnung direkt oder indirekt erwirbt oder veräußert. Diese Insidergeschäfte sind gemäß § 119 Abs. 5 WpHG strafbar.
Ausgeprägte Interessenkonflikte gibt es auch in der Finanzberatung/Anlageberatung und Vermögensverwaltung. Berater erhalten Provisionen von Kreditinstituten und Produktanbietern, wenn sie ihren Kunden gewisse Finanzprodukte empfehlen. Hohe Kosten gehen stets zu Lasten der Rendite des Kunden – Finanzinstrumente mit hohen Bankgebühren lösen aber auch höhere Rückvergütungen aus. Der Interessenkonflikt wird verstärkt, weil die Provisionen versteckt als Innenprovisionen (auch nach der Einführung der Finanzmarktrichtlinie) fließen. Die deutsche BaFin beispielsweise legt hierzu fest: „Bei eventuellen Interessenkonflikten müssen die Interessen des Wertpapierdienstleistungsunternehmens grundsätzlich hinter den Interessen seiner Kunden zurückstehen.“

## Anwaltschaft
Rechtsanwälten ist es verboten, sich in Ausübung ihrer Tätigkeit in Interessenkonflikte zu begeben. Sie dürfen in derselben Rechtssache keine widerstreitenden Interessen vertreten, § 3 BORA. Sie unterliegen in einem solchen Fall einem Tätigkeitsverbot nach § 45 BRAO.

## Whistleblower
Whistleblower gehen zusätzlich zu dem Interessenkonflikt auch einen Gewissenskonflikt ein, wenn sie mit dem Dilemma des Geheimnisverrats (Staatsgeheimnis, Betriebs- und Geschäftsgeheimnis, Bankgeheimnis) und dem öffentlichen Interesse an der Veröffentlichung bestimmter Informationen konfrontiert werden. Die letztendlichen Ziele des Geheimnisverrats sind in der Unterbindung der als Missstand empfundenen Vorgänge und der Beendigung der beim Whistleblower bestehenden Interessenkonflikte zu sehen.

## Zivilrecht
Das Insichgeschäft („Selbstkontrahieren“) ist gemäß § 181 BGB verboten, damit Interessenkollisionen eingeschränkt werden. Charakteristisch ist eine Personenidentität, bei welcher der Vertreter die eine und der durch ihn vertretene Geschäftsherr die andere Partei des Geschäfts ist. Allerdings sind die Begriffe Selbstkontrahieren und Interessenkonflikt nicht deckungsgleich; denn einerseits erzeugen nicht alle Insichgeschäfte einen Interessenkonflikt, andererseits können auch nicht selbst kontrahierte Geschäfte einen Interessenkonflikt auslösen.

## Sonstige Gebiete
Beispiele für weitere Interessenkonflikte:
- Beamte sind gemäß § 65 Abs. 1 BBG von Amtshandlungen zu befreien, die sich gegen sie selbst oder Angehörige richten würden.
- Die Vereinbarkeit von politischen Ämtern und Beruf, insbesondere was die Erwerbsabsichten während, aber auch vor und nach der Amtsführung betrifft (so z. B. EU-Verhaltenskodex oder österr. Unvereinbarkeitsgesetz).
- Die Vereinbarkeit von Staatsämtern mit Parlamentsmandaten, siehe Grundsatz der Inkompatibilität.
- In der Medizin und der biomedizinischen Forschung können Ärzte durch Unterstützung von Pharma- und Medizinaltechnikunternehmen in Interessenkonflikte kommen.[21][22][23] Um die Transparenz zu erhöhen, müssen in biomedizinischen wissenschaftlichen Publikationen Interessenkonflikte angegeben werden.[24][25]
- Typische Urform der in einer Person zusammenkommenden gegensätzlichen Interessen ist der Doppelagent, der gleichzeitig für zwei gegeneinander arbeitende Nachrichtendienste tätig ist.